# John F. Street
Pour les articles homonymes, voir Street (homonymie).
John Franklin Street, né le 15 octobre 1943 à Norristown, est un homme politique américain, membre du Parti démocrate. Il est maire de la ville de Philadelphie de 2000 à 2008.

## Biographie
Membre du conseil municipal de Philadelphie de 1980 à 1998, il le préside entre 1992 et 1998, date à laquelle il démissionne afin de pouvoir se présenter à l'élection du maire l'année suivante, conformément aux dispositions de la charte municipale. Il est élu maire de la ville le 4 novembre 1999 et entre en fonction le 3 janvier 2000. Réélu pour un second mandat le 4 novembre 2003, il quitte son poste en janvier 2008 quand lui succède Michael Nutter.